# Flynas
flynas (en árabe: طيران ناس‎), conocida anteriormente como Nas Air, es una aerolínea saudí que tiene su base en Riad. Es la primera aerolínea de bajo coste que opera en Arabia Saudita e inició sus vuelos de cabotaje el 25 de febrero de 2007.

## Flota

### Flota Actual
La flota de flynas se compone de las siguientes aeronaves con una edad promedio de 3,6 años a noviembre de 2023:
| Aeronave         | En servicio | Pedidos | Pasajeros | Pasajeros | Pasajeros | Notas                |  |
| Aeronave         | En servicio | Pedidos | J         | Y         | Total     | Notas                |  |
| ---------------- | ----------- | ------- | --------- | --------- | --------- | -------------------- |  |
| Airbus A320-214  | 5           | 0       | 8         | 156       | 164       |                      |  |
| Airbus A320-251N | 45          | 35      | TBA       | TBA       | TBA       | Entregas entre 2018. |  |
| Airbus A330-343E | 4           | 0       |           |           |           |                      |  |
| Total            | 54          | 35      |           |           |           |                      |  |